# Stanhopeové
Stanhope je jméno anglického šlechtického rodu, který se připomíná od 12. století, ve třech liniích získal hraběcí titul (hrabata z Chesterfieldu 1628, hrabata Stanhope 1718, hrabata z Harringtonu 1742). Osobností evropského významu byl státník, diplomat a generál James Stanhope, 1. hrabě Stanhope (1673–1721), dva jeho bratranci zastávali funkci ministra zahraničí. Další členové rodu dosáhli vysokých hodností v armádě a námořnictvu, během 15.-20. století čtyřicet členů rodu zasedalo v Dolní sněmovně. Vlastnili řadu statků v hrabstvích Nottinghamshire, Derbyshire a Kent. Některá rodová sídla dnes již neexistují, jiná jsou v majetku státu, rodinný palác Harrington House v Londýně je dnes sídlem ruského velvyslanectví. Ve větvích hrabat z Chesterfieldu a hrabat Stanhope rod vymřel ve 20. století, dodnes existuje linie hrabat z Harringtonu, jejím představitelem je Charles Henry Stanhope, 12. hrabě z Harringtonu (*1945), jehož majetek má podle každoročně uveřejňovaného žebříčku nejbohatších osobností Spojeného království v The Sunday Times hodnotu 250 miliónů liber.

## Historie rodu
Pravděpodobným předkem rodu byl Richard de Ifferley, který koncem 12. století získal pozemky v oblasti nynějšího městečka Stanhope v hrabství Durham]. V dalších generacích se potomci připomínají v městském stavu v Newcastle upon Tyne, Richard Stanhope (1374–1436) zastával správní funkce v hrabstvích Nottingham a Derbyshire, byl členem Dolní sněmovny a v roce 1400 byl jako první z rodu povýšen do šlechtického stavu.
Sir Michael Stanhope (1504–1552) založil vzestup rodu na sňatku své sestry Anne s 1. vévodou ze Somersetu. Byl členem Dolní sněmovny, guvernérem v Hullu a v roce 1545 povýšen do šlechtického stavu. Nakonec se zapojil do spiknutí proti vévodovi z Northumberlandu a v únoru 1552 byl popraven. Za Jindřicha VIII. se zúčastnil likvidace majetku zrušených klášterů a sám pro svůj rod získal Shelford Priory (Nottinghamshire), které pak bylo majetkem hrabat z Chesterfieldu. Jeden z Michaelových synů získal titul barona z Harringtonu (1605), který ale zanikl již v následující generaci. Zakladatelem dvou hlavních rodových větví byl Michaelův vnuk Sir John Stanhope (†1611), povýšený do šlechtického stavu v roce 1603.

### Hrabata z Chesterfieldu (1628)

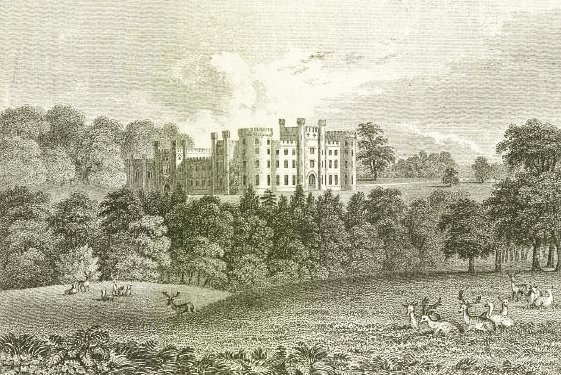
Zámek Bretby Hall (Derbyshire), hlavní sídlo hrabat z Chesterfieldu

Na hraběte z Chesterfieldu byl povýšen Philip Stanhope (1584–1656), který byl oblíbencem Jakuba I. a již v roce 1603 byl pasován na rytíře. Za Karla I. získal titul hraběte (1628) a později na straně krále bojoval v době revoluce. Za občanské války padli také jeho tři synové. Z dalších generací této linie vynikl Philip Dormer Stanhope, 4. hrabě z Chesterfieldu (1694–1773), který byl ministrem zahraničí a místokrálem v Irsku, byl mu nabídnut titul vévody, který ale odmítl. Čtvrtý hrabě i jeho tři bratři zemřeli bez potomstva a titul přešel na vzdáleného příbuzného Philipa (1755–1815). V 19. století titul ještě dvakrát přešel na vzdálenější příbuzenstvo, naposledy se tak stalo v roce 1883, kdy hraběcí titul zdědila linie admirála Sira Henryho Edwyna Stanhopa (1754–1814). Jeho potomstvo v roce 1827 přijalo jméno Scudamore–Stanhope. V této větvi nakonec rod vymřel v roce 1952 a titul přešel na mladší linii hrabat Stanhope.
Hlavním sídlem hrabat z Chesterfieldu byl zámek Bretby Hall (Derbyshire), který v několika generacích procházel různými přestavbami, jeho současná podoba pochází z 19. století. Zámek přešel v roce 1885 dědictvím na rod Herbertů v linii hrabat z Carnarvonu. V linii Scudamore–Stanhope byl majetkem rodu zámek Holme Lacy House (Herefordshire). Philip Dormer Stanhope, 4. hrabě z Chesterfieldu, nechal v Londýně v letech 1747–1752 postavit honosný palác Chesterfield House, který potomci prodali v roce 1869 a později byl zbořen.

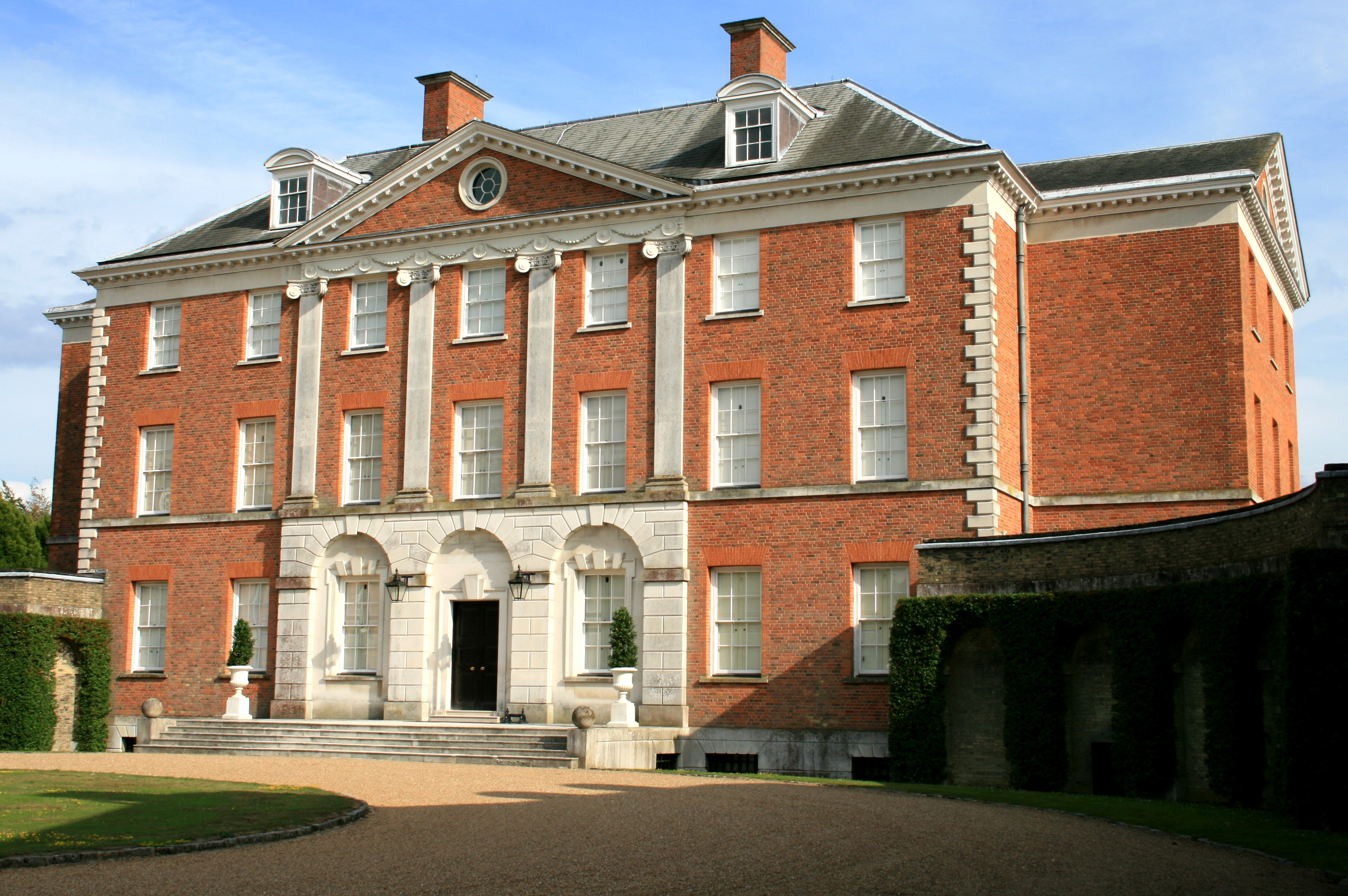
Zámek Chevening House (Kent), hlavní sídlo hrabat Stanhope

### Hrabata Stanhope (1718)
Titul hraběte Stanhope získal významný státník a diplomat 18. století James Stanhope (1673-1721). Jeho otec Alexander Stanhope (1638–1707) byl nejmladším synem 1. hraběte z Chesterfieldu a diplomatem, byl vyslancem ve Španělsku a v Nizozemí. James Stanhope vynikl za války o španělské dědictví, nakonec se stal prvním ministrem a v roce 1718 byl povýšen na hraběte. Z jeho potomstva vynikl Charles Stanhope, 3. hrabě Stanhope (1753–1816), i další členové této linie se angažovali ve veřejném dění. James Stanhope, 7. hrabě Stanhope (1880–1967), byl ministrem školství a prvním lordem admirality, v roce 1952 po starší linii zdědil titul hrabat z Chesterfieldu a byl tak zároveň 13. hrabětem z Chesterfieldu. Zemřel ale bez potomstva a jeho úmrtím oba hraběcí tituly zanikly, na další větev hrabat z Harringtonu přešel titul vikomta Mahona a barona Stanhope z Elvastonu.
Hlavním sídlem hrabat Stanhopů byl zámek Chevening House (Kent), který byl původně postaven v letech 1617–1630, jeho současná podoba pochází z doby 1. hraběte Stanhope, který jej koupil v roce 1717. V roce 1959 byl zámek převeden na stát.

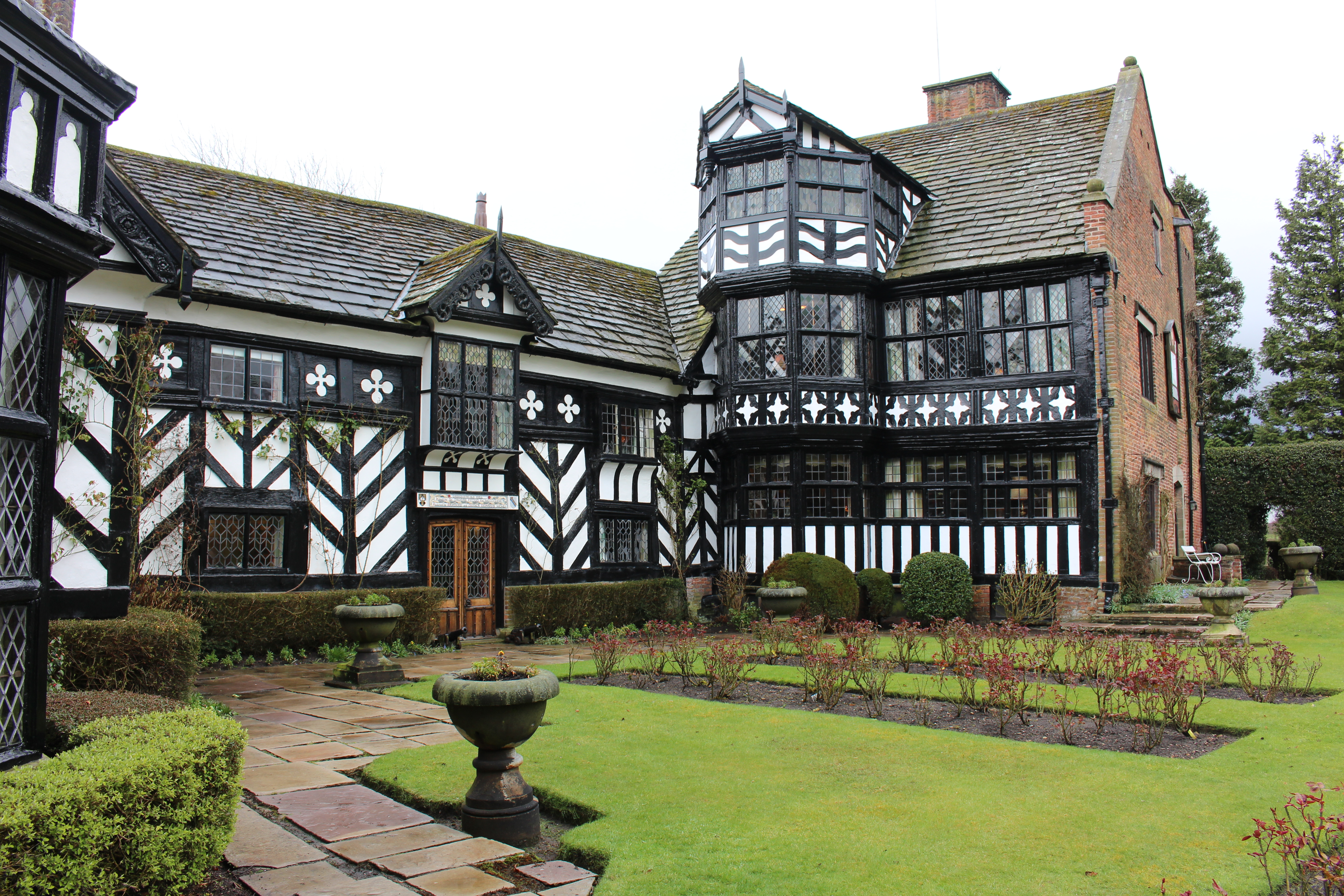
Zámek Gawsworth Old Hall (Cheshire)

### Hrabata z Harringtonu (1742)
Nejmladší hraběcí titul v rodině Stanhope získal William Stanhope (1690–1756), dlouholetý ministr zahraničí a místokrál v Irsku. V roce 1730 získal titul barona a nakonec byl v roce 1742 povýšen na hraběte z Harringtonu. Koupil Gawsworth Old Hall (Cheshire), unikátní renesanční sídlo postavené převážně ze dřeva, které bylo majetkem hrabat z Harringtonu do roku 1935. Hlavním sídlem této rodové linie byl zámek Elvaston Castle (Derbyshire). Toto panství bylo původně součástí majetku kláštera Shelford Priory, které získal Sir Michael Stanhope v 16. století. Zámek byl postaven za Sira Johna Stanhope v 17. století, novogotická přestavba proběhla v 19. století za 3. hraběte z Harringtonu. V roce 1969 byl zámek prodán státu, ale pro veřejnost je uzavřen kvůli špatnému stavu. Jako londýnské sídlo hrabat z Harringtonu sloužil palác Harrington House z 19. století, který je dnes známý pod názvem 13 Kensington Palace Gardens a je sídlem ruského velvyslanectví.
Z titulatury vymřelých hrabat Stanhopů a hrabat z Chesterfieldu přešel na linii hrabat z Harringtonu titul vikomta Mahona a barona z Elvastonu (1952), současným nositelem titulů je Charles Henry Stanhope, 12. hrabě z Harringtonu (*1945), který spravuje rodový majetek v hodnotě 250 miliónů liber.

## Osobnosti

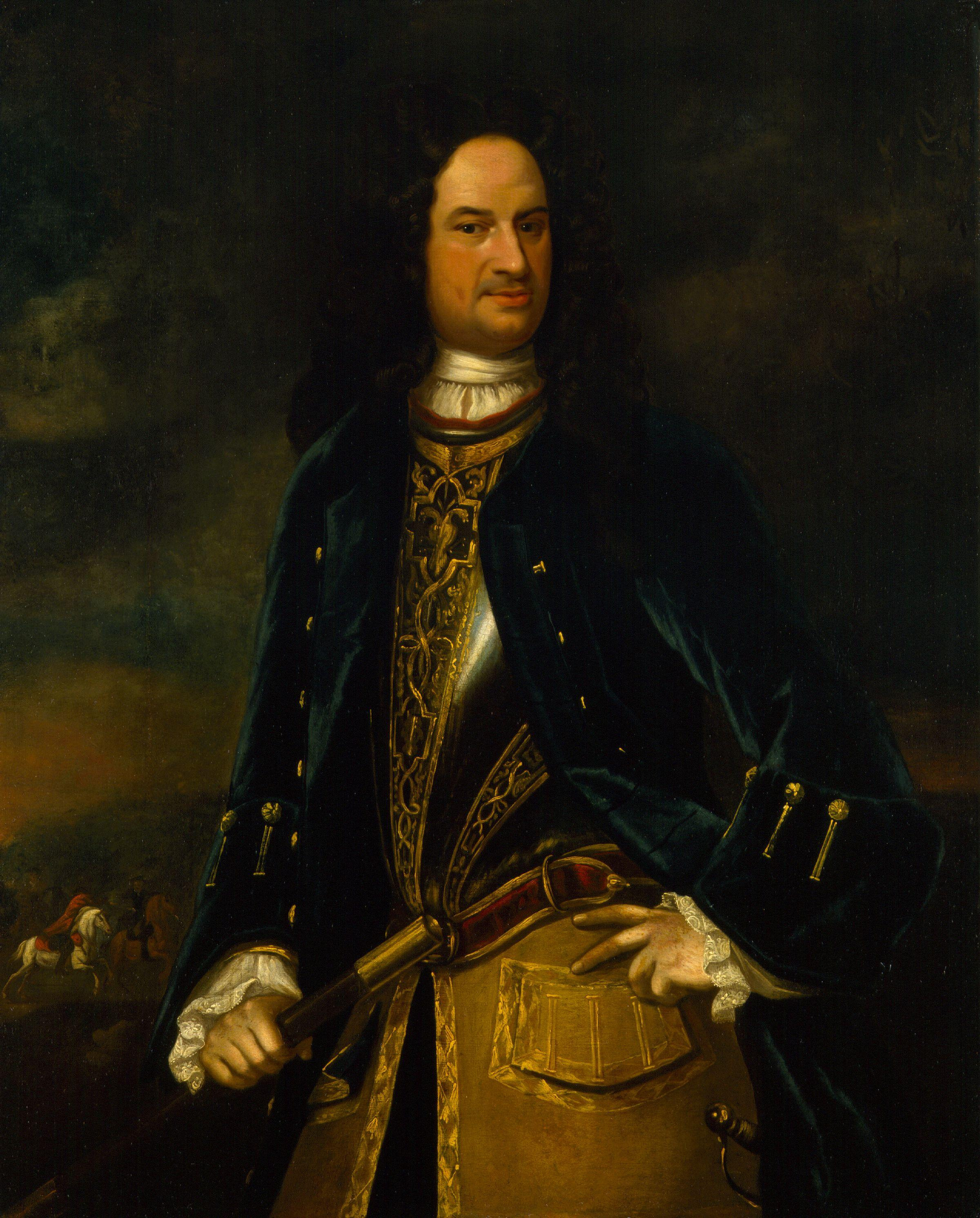
Generál a první ministr James Stanhope, 1. hrabě Stanhope

- Sir Michael Stanhope (1504–1552), dvořan, guvernér v Hullu, popraven

- Philip Stanhope, 1. hrabě z Chesterfieldu (1584–1656), dvořan, vojevůdce, zemřel ve vězení

- Philip Stanhope, 2. hrabě z Chesterfieldu (1634–1713), nejvyšší komoří královny Cateriny

- Alexander Stanhope (1638–1707), vyslanec ve Španělsku a v Nizozemí

- James Stanhope, 1. hrabě Stanhope (1673–1721), generál, diplomat, první ministr 1717–1721, hrabě Stanhope 1718

- William Stanhope, 1. hrabě z Harringtonu (1690–1756), generál, ministr zahraničí, místokrál v Irsku, hrabě z Harringtonu 1742

- Philip Dormer Stanhope, 4. hrabě z Chesterfieldu (1694–1773), nejvyšší hofmistr, ministr zahraničí, místokrál v Irsku

- William Stanhope, 2. hrabě z Harringtonu (1719–1779), generál

- Charles Stanhope, 3. hrabě Stanhope (1753–1816), politik, vynálezce

- Charles Stanhope, 3. hrabě z Harringtonu (1753–1829), generál, diplomat

- Philip Stanhope, 5. hrabě z Chesterfieldu (1755-1815), diplomat, nejvyšší štolba

- Philip Henry Stanhope, 5. hrabě Stanhope (1805–1875), politik, spisovatel, mecenáš

- Sir Edward Evelyn Stanhope (1840–1893), ministr obchodu, kolonií a války

- Philip James Stanhope, 1. baron Weardale (1847–1923), politik, filantrop, pacifista

- Edwyn Francis Scudamore–Stanhope, 10. hrabě z Chesterfieldu (1854–1933), nejvyšší hofmistr, nejvyšší štolba

- James Stanhope, 7. hrabě Stanhope (1880–1967), ministr školství, první lord admirality